# 빛의 아틀리에
〈빛의 아틀리에〉(일본어: ヒカリノアトリエ 히카리노아토리에[*])는 일본의 밴드 Mr.Children의 36번째 싱글 앨범으로, 2017년 1월 11일 발매되었다. (12cm CD: TFCC-89625) 수록된 모든 노래의 작사와 작곡을 사쿠라이 카즈토시가 맡았다. 또한 이 곡은 NHK 연속 TV 소설로 방영되는 《벳핀상》의 주제가로도 사용되었다.
이전 싱글 〈발소리 ~Be Strong〉을 발표한 이후로 약 2년 2개월만에 발표했으며, B 사이드에 모두 5곡을 수록하고 있다. 이들 5곡은 모두 Mr.Children이 과거에 발표했던 노래로서, 개중 〈강한 척〉, 〈쿠루미〉, 〈CANDY〉 세 곡은 스튜디오에서 다시 녹음을 한 것이고, 〈러닝 하이〉, 〈PADDLE〉은 2016년에 있었던 "Mr.Children Hall Tour 2016 무지개"의 라이브 당시의 음원을 바탕으로 만든 것이다.
작품은 발매 첫 주에 10만 170장의 판매고를 기록했고, 2017년 1월 23일자 오리콘 싱글 차트에서 1위에 올랐다. 이는 34번째 싱글 〈기원 ~눈물의 궤도/End of the day/pieces〉 이후 두 작품만에 차트 정상에 오른것이 되며, 이로서 역대 8위에 해당하는 도합 31번의 싱글 차트 1위를 기록하게 된다.

## 수록곡
전체 작사·작곡: 사쿠라이 카즈토시
| #            | 제목                                                             | 재생 시간 |
| ------------ | ---------------------------------------------------------------- | --------- |
| 1.           | 〈〈빛의 아틀리에〉〉 (ヒカリノアトリエ)                         | 4:37      |
| 2.           | 〈〈강한 척〉 (つよがり)〉 (Studio Live)                         | 5:11      |
| 3.           | 〈〈쿠루미〉 (くるみ)〉 (Studio Live)                            | 5:51      |
| 4.           | 〈〈CANDY〉〉 (Studio Live)                                      | 4:43      |
| 5.           | 〈〈러닝 하이〉 (ランニングハイ)〉 (무지개 Tour 2016.11.7 FUKUI) | 5:35      |
| 6.           | 〈〈PADDLE〉〉 (무지개 Tour 2016.10.14 KUMAMOTO)                 | 4:55      |
| 총 재생 시간 | 총 재생 시간                                                     | 30:52     |